# بحيرة سلوكان
بحيرة سلوكان هي بحيرة في نهر سلوكان في منطقة غرب كوتيناي في الجزء الجنوبي الشرقي من مقاطعة كولومبيا البريطانية الكندية.

## طبيعة البحيرة
تقع البحيرة بنهر سلوكان، الذي يتدفق جنوبًا من سفح البحيرة، حيث يتقاطع هذا النهر بنهر كوتيناي على بعد أميال قليلة فوق نقطة التقائه مع نهر كولومبيا. توجد عدة بلدات ومجتمعات بجوار البحيرة مثل نيو دنفر وسيلفرتون.

## صور

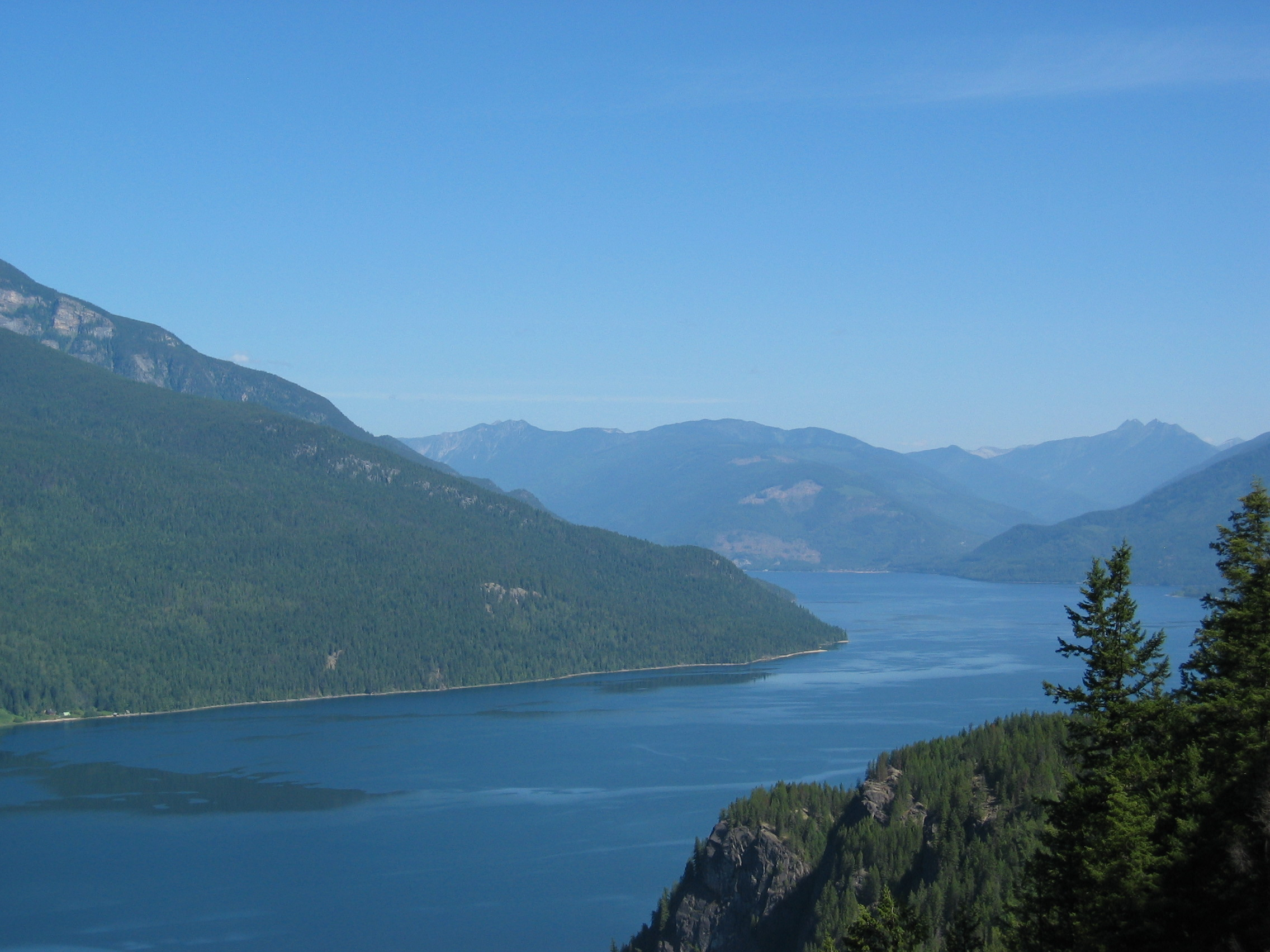
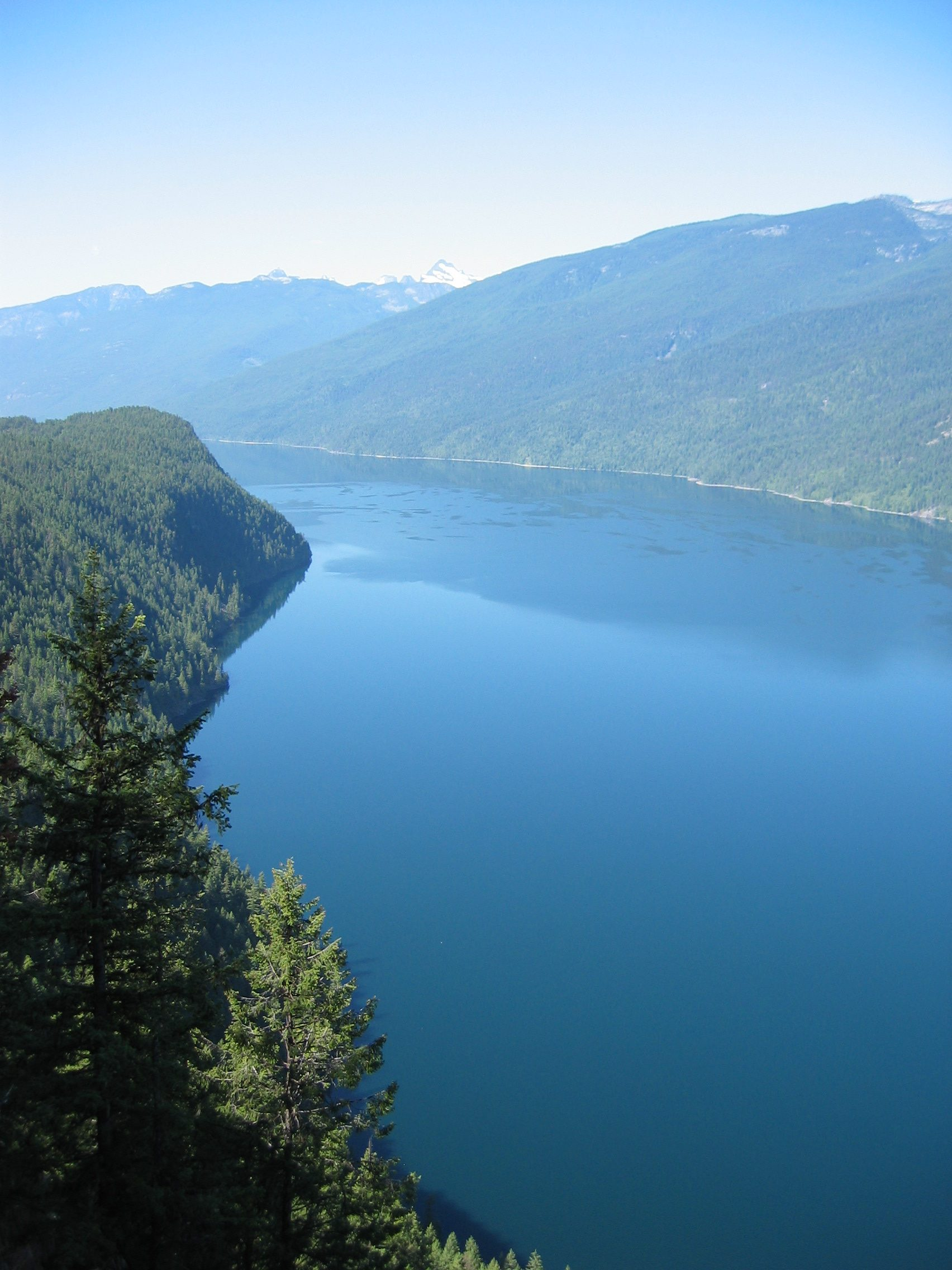
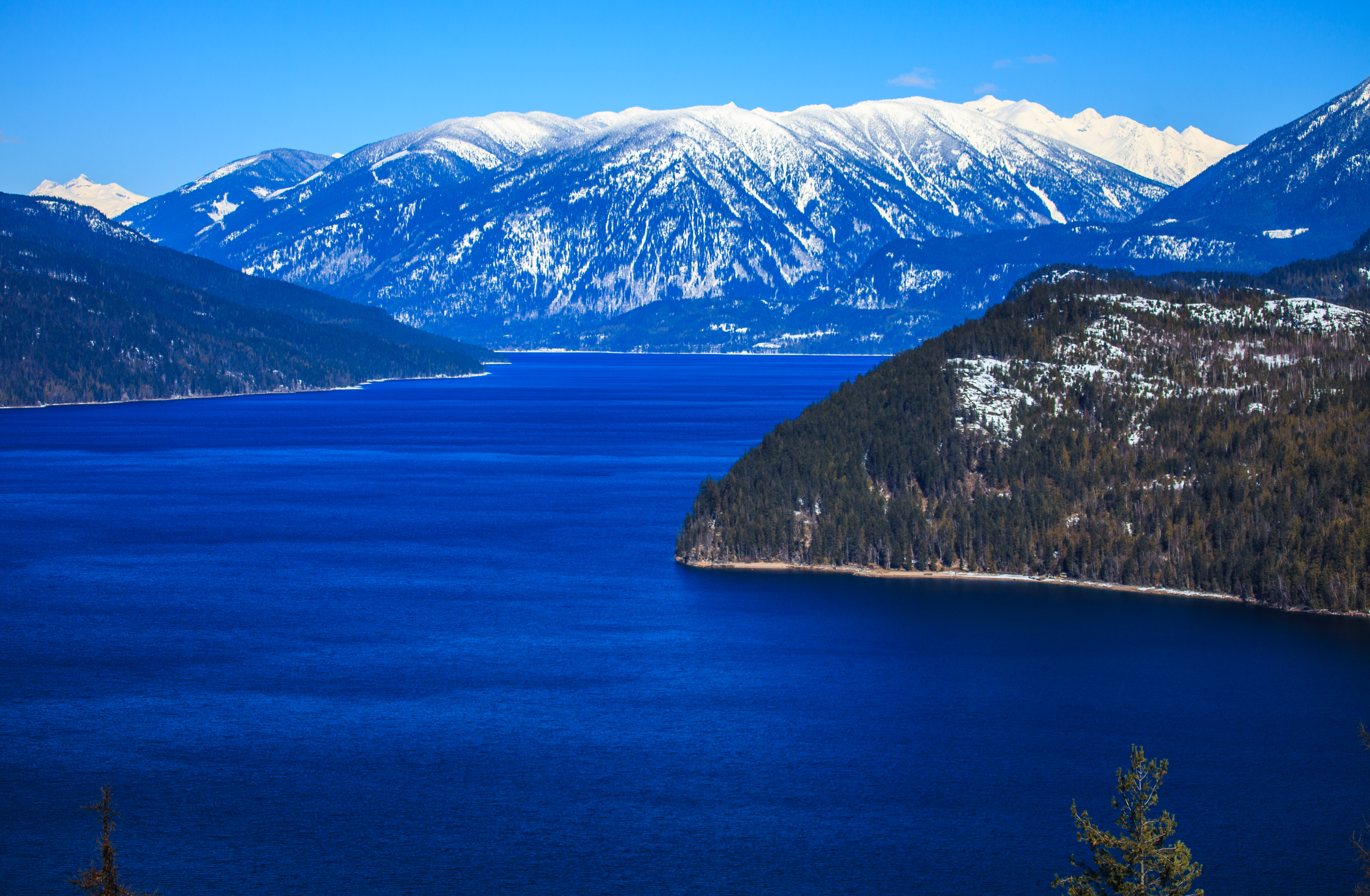
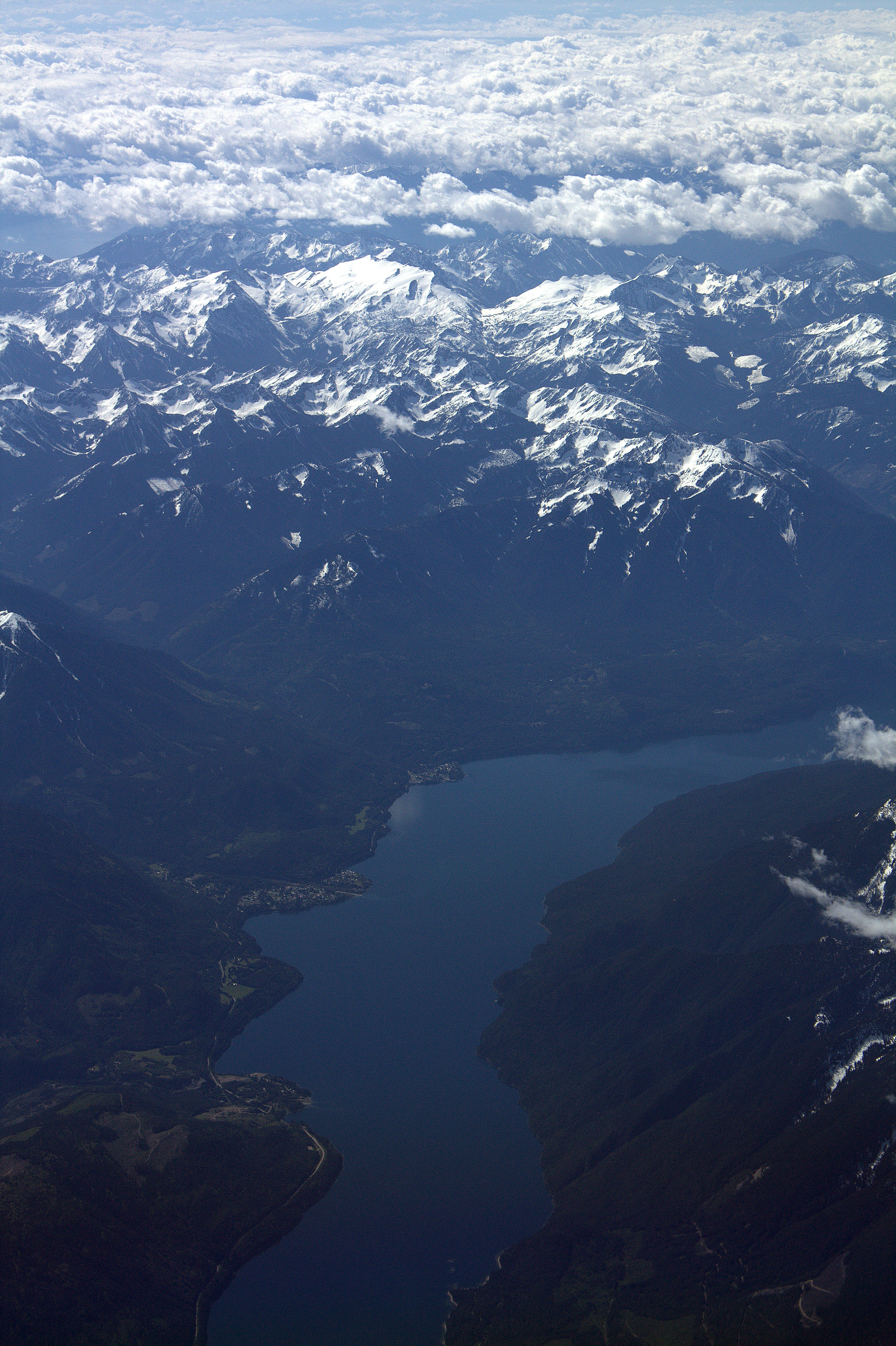
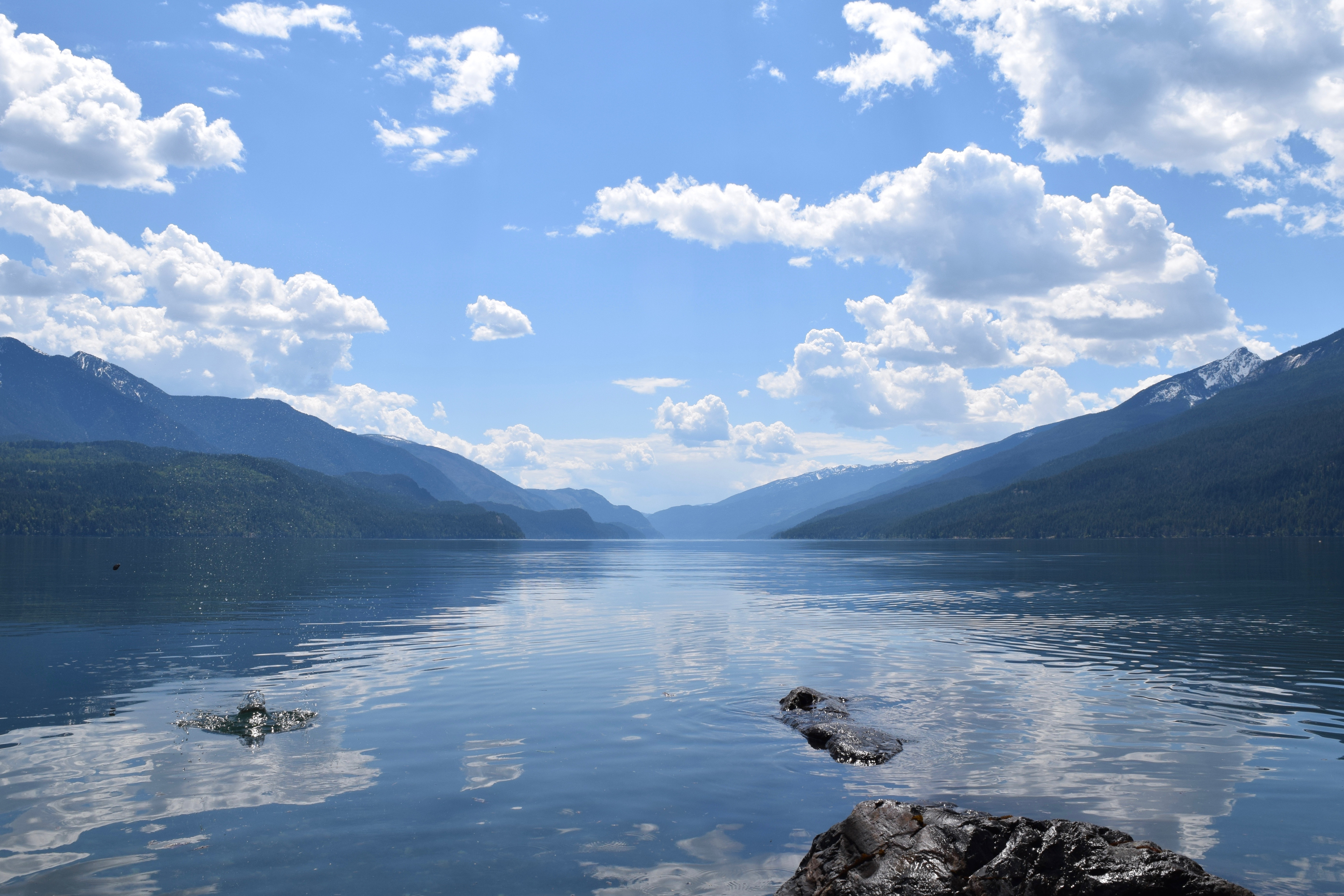
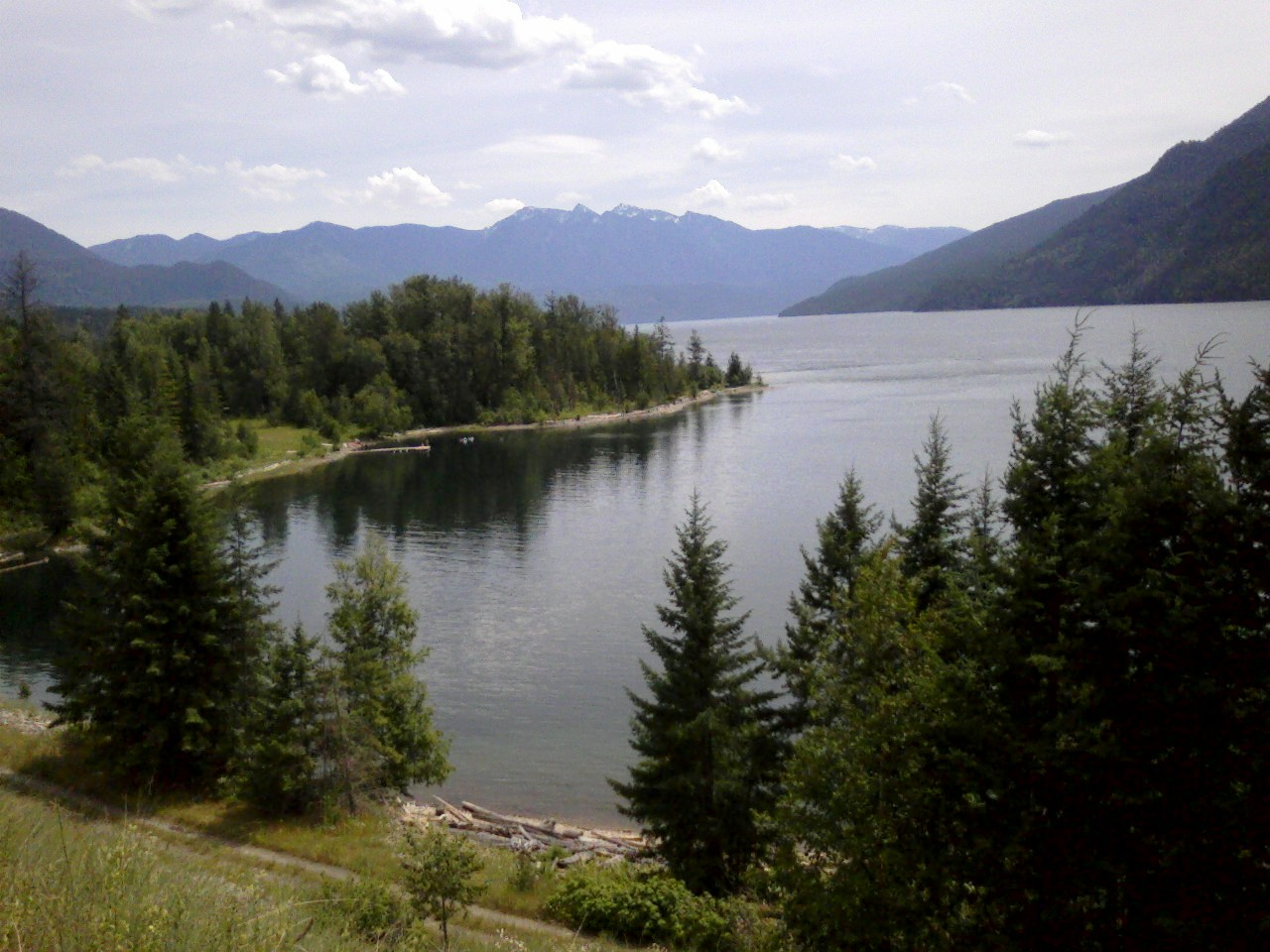